# A Cook-szigetek az 1988. évi nyári olimpiai játékokon
A Cook-szigetek a dél-koreai Szöulban megrendezett 1988. évi nyári olimpiai játékok egyik részt vevő nemzete volt. Az országot az olimpián 3 sportágban 7 sportoló képviselte, akik érmet nem szereztek. A Cook-szigetek első alkalommal vett részt az olimpiai játékokon.

## Atlétika
Férfi
| Versenyző       | Versenyszám | Előfutam | Előfutam | Előfutam | Negyeddöntő | Negyeddöntő | Negyeddöntő | Elődöntő | Elődöntő | Elődöntő | Döntő   | Döntő    |
| Versenyző       | Versenyszám | Idő      | Hely.    | Össz.    | Idő         | Hely.       | Össz.       | Idő      | Hely.    | Össz.    | Idő     | Helyezés |
| --------------- | ----------- | -------- | -------- | -------- | ----------- | ----------- | ----------- | -------- | -------- | -------- | ------- | -------- |
| William Taramai | 800 m       | 1:58,80  | 8.       | 67.      | kiesett     | kiesett     | kiesett     | kiesett  | kiesett  | kiesett  | kiesett | kiesett  |

Női
| Versenyző    | Versenyszám | Előfutam | Előfutam | Előfutam | Negyeddöntő | Negyeddöntő | Negyeddöntő | Elődöntő | Elődöntő | Elődöntő | Döntő   | Döntő    |
| Versenyző    | Versenyszám | Idő      | Hely.    | Össz.    | Idő         | Hely.       | Össz.       | Idő      | Hely.    | Össz.    | Idő     | Helyezés |
| ------------ | ----------- | -------- | -------- | -------- | ----------- | ----------- | ----------- | -------- | -------- | -------- | ------- | -------- |
| Erin Tierney | 100 m       | 12,52    | 8.       | 61.      | kiesett     | kiesett     | kiesett     | kiesett  | kiesett  | kiesett  | kiesett | kiesett  |
| Erin Tierney | 200 m       | 26,16    | 8.       | 56.      | kiesett     | kiesett     | kiesett     | kiesett  | kiesett  | kiesett  | kiesett | kiesett  |

## Ökölvívás
| Versenyző        | Versenyszám | Selejtező                    | 32-es főtábla              | Nyolcaddöntő               | Negyeddöntő       | Elődöntő          | Döntő             | Helyezés |
| Versenyző        | Versenyszám | Ellenfél Eredmény            | Ellenfél Eredmény          | Ellenfél Eredmény          | Ellenfél Eredmény | Ellenfél Eredmény | Ellenfél Eredmény | Helyezés |
| ---------------- | ----------- | ---------------------------- | -------------------------- | -------------------------- | ----------------- | ----------------- | ----------------- | -------- |
| Zekaria Williams | Légsúly     | Timofei Scriabin (URS) · 0:5 | kiesett                    | kiesett                    | kiesett           | kiesett           | kiesett           | 33.      |
| Richard Pittman  | Pehelysúly  | erőnyerő                     | Dumsane Mabuza (SWZ) · 4:1 | Ya'acov Shmuel (ISR) · 0:5 | kiesett           | kiesett           | kiesett           | 9.       |
| Terepai Maea     | Könnyűsúly  | erőnyerő                     | Mark Kennedy (JAM) · RSC   | kiesett                    | kiesett           | kiesett           | kiesett           | 17.      |

RSC – a mérkőzésvezető megállította a mérkőzést

## Súlyemelés
| Versenyző     | Versenyszám | Szakítás | Szakítás | Lökés    | Lökés    | Összesen | Helyezés |
| Versenyző     | Versenyszám | Eredmény | Helyezés | Eredmény | Helyezés | Összesen | Helyezés |
| ------------- | ----------- | -------- | -------- | -------- | -------- | -------- | -------- |
| Joseph Kauvai | 90 kg       | 85,0     | 26.      | 115,0    | 25.      | 200,0    | 25.      |
| Mike Tererui  | 100 kg      | 105,0    | 18.      | 137,5    | 16.      | 242,5    | 16.      |